# Birgitta Flink
Birgitta Sofia Flink, född 14 juni 1914 i Skara, död 12 februari 1999, var en svensk konstnär.
Hon var dotter till författaren Hugo Swensson och Alma Andersson.
Flink studerade vid Konsthögskolan i Stockholm 1935 och för Sigfrid Ullman vid Valands målarskola 1935–1938 samt under studieresor till Frankrike och Spanien. Separat ställde hon ut på God Konst i Göteborg och hon medverkade i ett flertal samlingsutställningar bland annat deltog hon i Göteborgskonst på Mässhallen i Göteborg. Hennes konst består av porträtt, stadsbilder och landskap med en intim och klar verklighetsförankring. Flink är representerad vid Göteborgs konstmuseum och på Västergötlands museum i Skara.
Hon var från 1938 gift med konstnären Rudolf Flink (1906–1988). De är begravda på Västra kyrkogården i Göteborg.